# Ábrahámhegy
Ábrahámhegy község Veszprém vármegyében, a Tapolcai járásban. Az 1950-es megyerendezésig Zala vármegyéhez tartozott.

## Fekvése

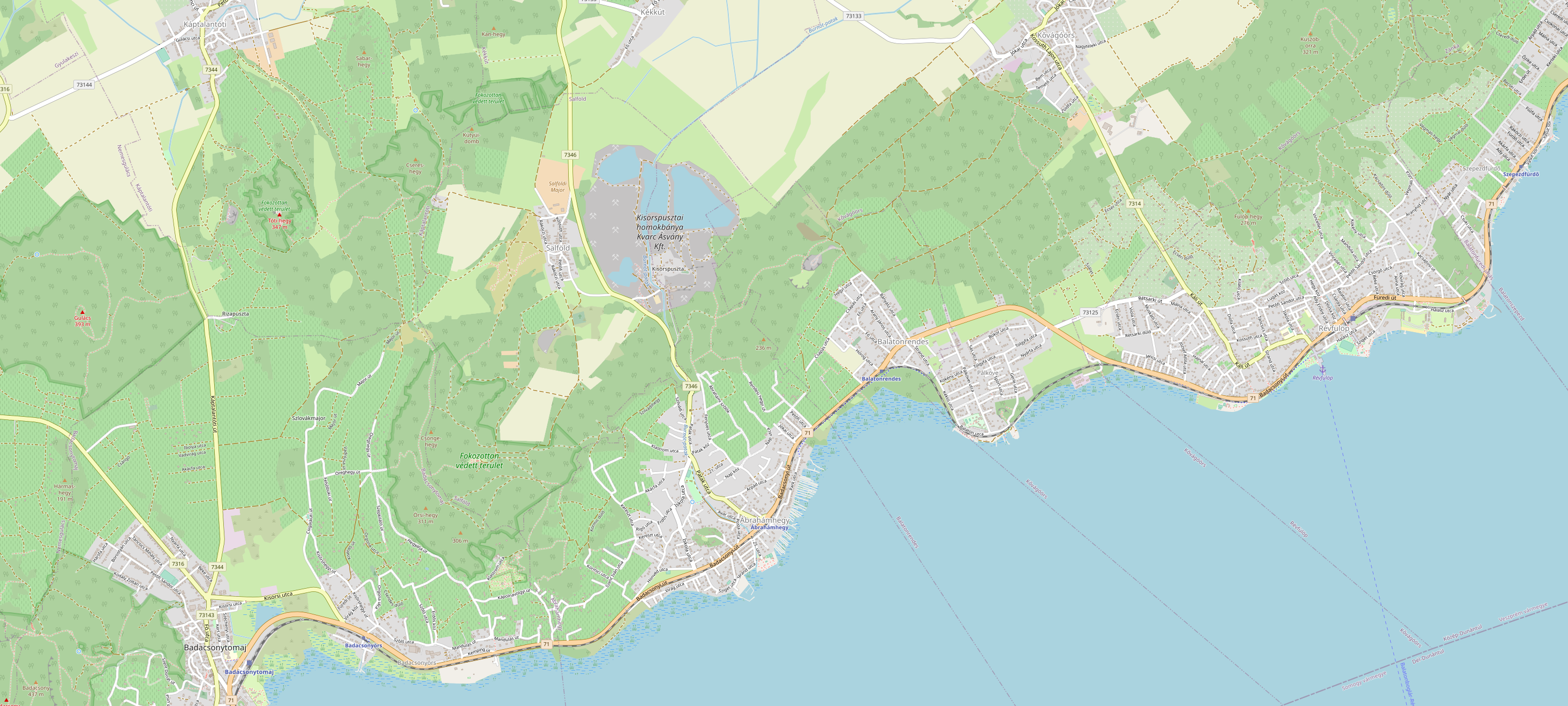
A település és környékének térképe

A Balaton északi partján, a Badacsonytól keletre, Révfülöp községtől 5 kilométerre nyugatra fekszik a 71-es főút mentén. Északi szomszédja Salföld, ahová a 7346-os út vezet Ábrahámhegy központjából.
Könnyű közúti megközelítése mellett elérhető vonattal is a Székesfehérvár–Tapolca-vasútvonalon; Ábrahámhegy megállóhely a 7346-os út 71-es főúti kiágazásával szemben, attól pár lépésre található.
2,8 kilométeres tóparti szakasz, 7 négyzetkilométernyi közigazgatási terület és 5 négyzetkilométernyi vízfelület tartozik a településhez.

## Története

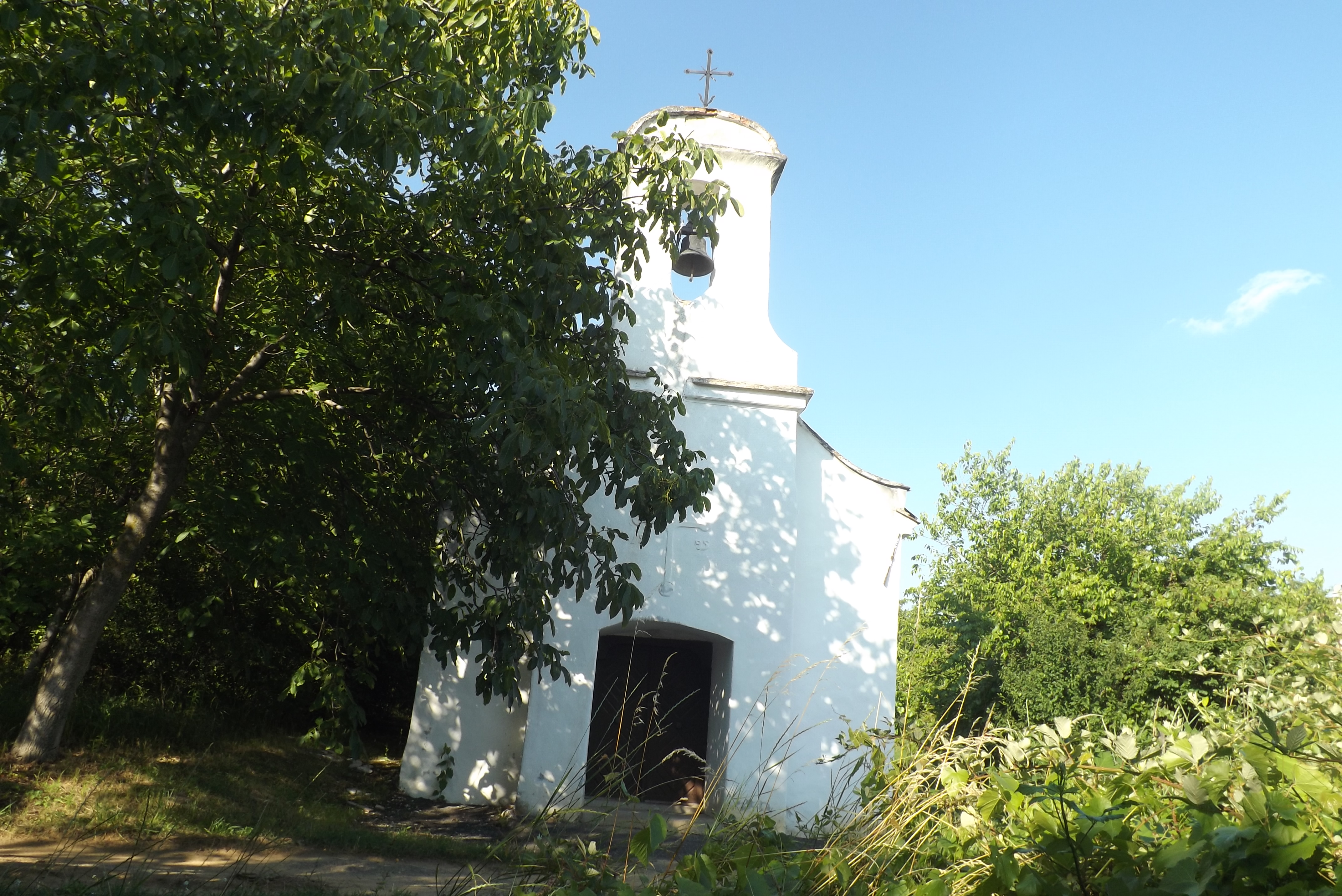
Kápolna a szőlőhegyen

A Balaton egyik legkedveltebb fürdőhelye, egyrészt azért, mert félkör alakban magasló hegyei nyugatról és északról védik a szelektől, másrészt mert egy völgykatlanban terül el, s ennek köszönhetően a klímája melegebb a környezetéénél.
Régészeti leletek tanúsága szerint már a rómaiaknak is kedvelt helye volt.
A környékére vonatkozó első fennmaradt írásos feljegyzés 1082-ből származik. Ebben Ábraham néven szerepel.
II. Endre uralkodása alatt királyi udvarnokok birtokolták.  

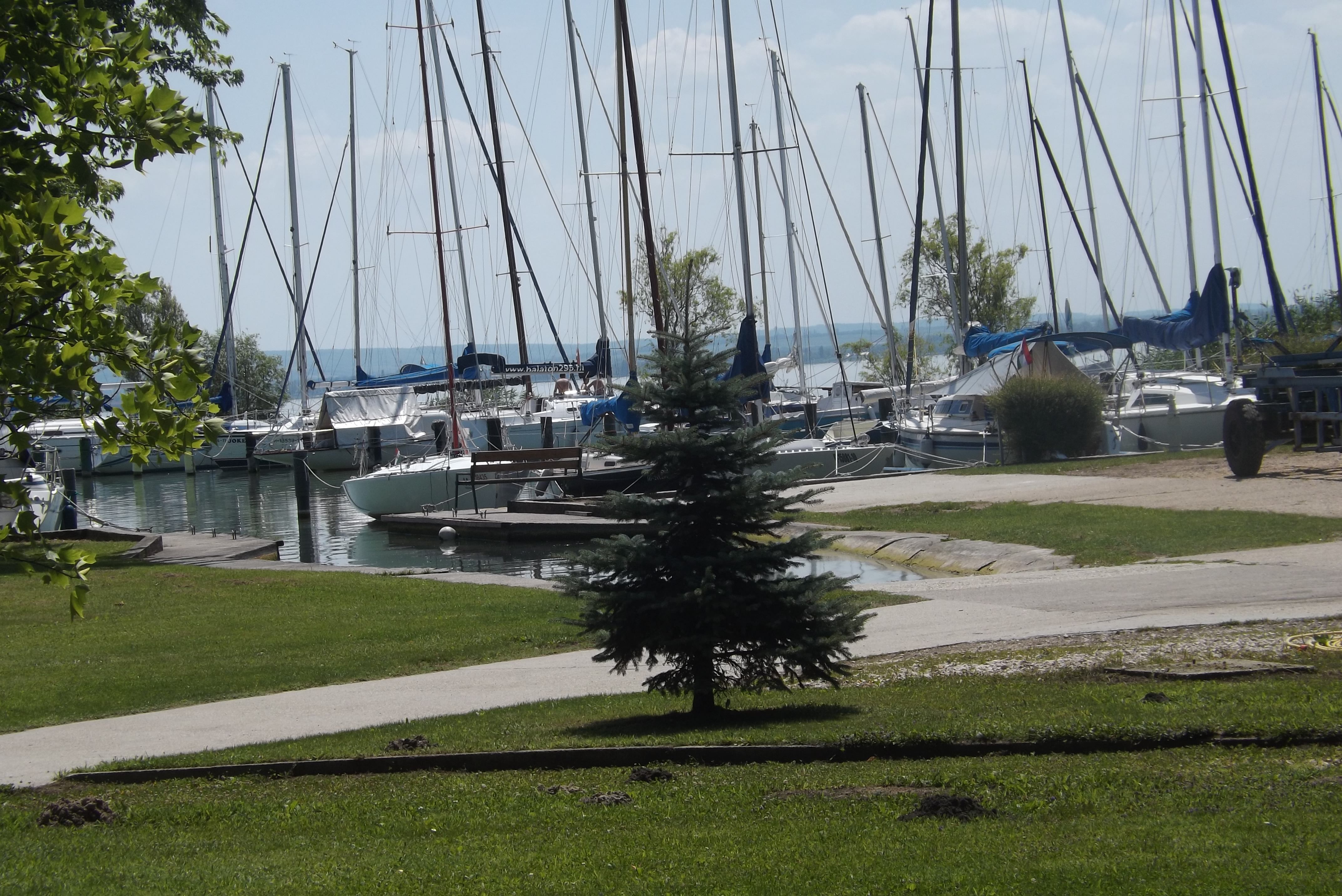
A kikötő

A község életében jelentős fejlődést jelentett, amikor átadásra került a Székesfehérvár–Tapolca-vasútvonal (1909) és 1925-ben elkészült az ábrahámhegyi vasúti megállóhely is.
A hegyekkel övezett festői környezet kiváló helyet ígért a csendre, nyugalomra vágyó nyaralóknak. Sorra épültek az üdülőházak, és Ábrahámhegy közkedvelt hely lett. 1925-ben megalakult a Fürdő- és Kultúrszövetkezet, melynek közreműködésével már 1927-ben megépítették a '70-es évek végéig fennállt fürdőbejáratot és kabinokat. A strand fejlesztését és szépítését segítette az 1934-ben megalakult Fürdőegyesület.
A településen, az óvoda épületében községi könyvtár is működik.

## Közélete

### Polgármesterei
- 1990–1994: Gáspár József (FKgP-SZDSZ)[3]
- 1994–1998: Gáspár József (független)[4]
- 1998–2002: Gáspár József (független)[5]
- 2002–2006: Gáspár József (független)[6]
- 2006–2010: Vella Ferenc Zsolt (független)[7]
- 2010–2014: Vella Ferenc Zsolt (független)[8]
- 2014–2019: Vella Ferenc Zsolt (független)[9]
- 2019–2024: Vella Ferenc Zsolt (független)[10]
- 2024– : Vella Ferenc Zsolt (független)[1]

## Népesség
A település népességének alakulása:
| Lakosok száma | 441  | 423  | 423  | 518  | 525  | 583  | 582  |
|               | 2013 | 2014 | 2015 | 2021 | 2022 | 2023 | 2024 |

A 2011-es népszámlálás idején a lakosok 96,7%-a magyarnak, 2,2% németnek, 0,2% szlováknak mondta magát (3,1% nem nyilatkozott). A vallási megoszlás a következő volt: római katolikus 72,5%, református 2,6%, evangélikus 1,3%, felekezeten kívüli 4,1% (18,3% nem nyilatkozott).
2022-ben a lakosság 86,9%-a vallotta magát magyarnak, 3,8% németnek, 1,3% ukránnak, 0,4% szlováknak, 1,4% cigánynak, 0,2%-0,2% örménynek, horvátnak, lengyelnek és románnak, 1,5% egyéb, nem hazai nemzetiségűnek (11,8% nem nyilatkozott; a kettős identitások miatt a végösszeg nagyobb lehet 100%-nál). Vallásuk szerint 45,95% volt római katolikus, 2,9% evangélikus, 2,7% református, 0,2% görög katolikus, 0,2% ortodox, 0,2% egyéb keresztény, 1% egyéb katolikus, 8% felekezeten kívüli (38,7% nem válaszolt).

## Nevezetességei
- Bökk-hegyi kilátó
- Salföldi pálos kolostorrom
- Vízimalom (a 18. századból)

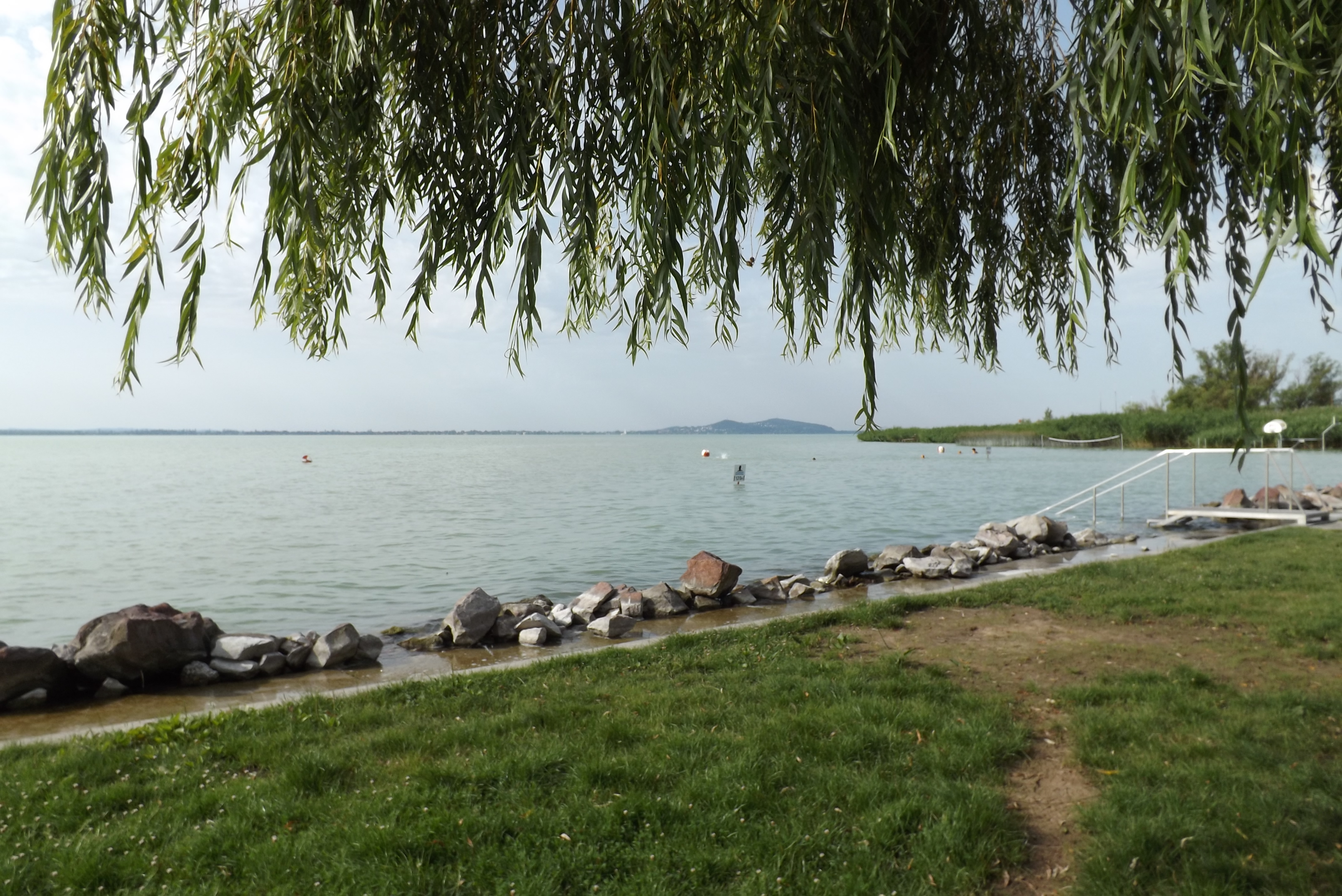
Az ábrahámhegyi strand reggel

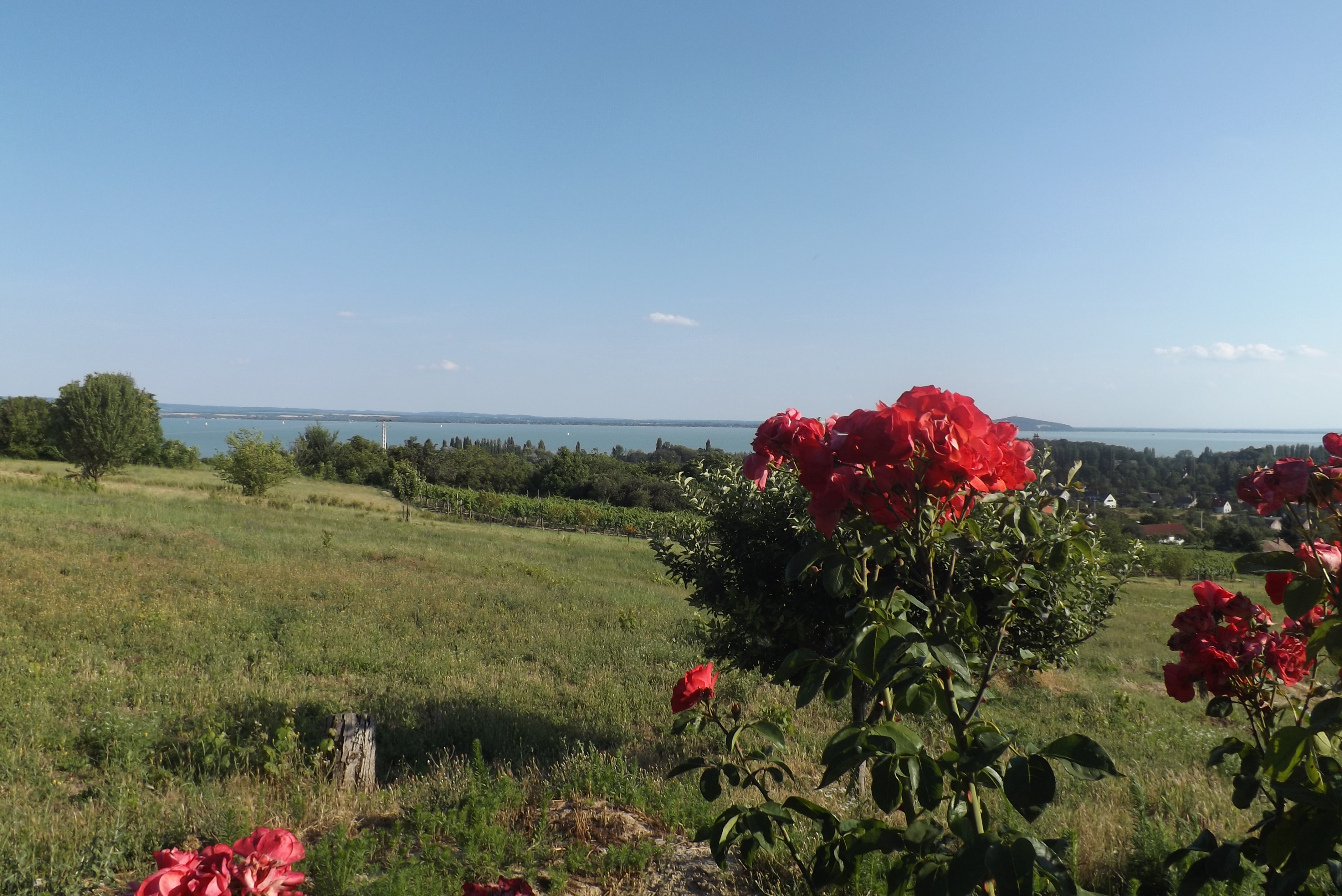
Ábrahámhegyi látkép

- A kisörspusztai romanikus stílusú templom romja (a 13. századból)
- Kápolna
- Csörgey Titusz-kiállítás az Ábrahámhegyi Kulturális Centrumban
- Szent László-templom

## Régi mondások, falucsúfolók a településről
- H'á mész? Ábrahám kebelébe. [Ábrahámhegyre tartó utazók mondták az úti céljuk iránt érdeklődőknek][13]
- A régen Ábrahámhegyhez tartozott Kisörs (ma Badacsonyörs) régi Bugyberek elnevezéséhez kapcsolódik az alábbi, fennmaradt mondás: „A bugyberki kümíves a pipaszárába kapaszkodott, hogy az állásrul le ne essen.”[13]